# TSV Abbehausen
Der TSV Abbehausen ist ein Sportverein aus dem Nordenhamer Stadtteil Abbehausen in Niedersachsen. Der Verein wurde 1861 gegründet.

## Geschichte
Der Verein wurde 1861 als Männerturnverein Abbehausen gegründet. Nach dem Zweiten Weltkrieg erfolgte 1946 eine Wiedergründung des Vereins unter dem neuen Namen Turn- und Sportverein Abbehausen 1861. Im Jahr 2011 feierte der Verein sein 150-jähriges Jubiläum. Vereinsvorsitzender war im Jubiläumsjahr Udo Wilharm, der das Amt seit 1986 innehat. Sein Vorgänger bis 1985 war Heinz Schaden, welcher insgesamt der 30. Vorsitzende des Vereins war.

## Sportarten
Im Verein werden die Sportarten Badminton, Beach-Volleyball, Faustball, Fußball, Korbball, Schleuderball, Schwimmen und Turnen angeboten.

## Teilnahme am DFB-Pokal
Der größte Erfolg des TSV Abbehausen war die Teilnahme am DFB-Pokal 1975/76. Die Mannschaft unterlag in der ersten Runde beim SV Union Salzgitter mit 0:5 (0:1). Im Jahr 2017 gewann der TSV Abbehausen die Hallenkreismeisterschaft und die Hallenstadtmeisterschaft.

## Persönlichkeiten
- Emily Lemke
- Tuana Mahmoud
- Şeref Özcan